# Саипова, Санобархон
Санобархон Саипова (узб. Санобархон Соипова; 1928 год, село Шарк, Ошский район, Ошский округ — 1983 село Шарк, Кара-Суйский район, Ошская область, Киргизская ССР) — хлопковод, звеньевая колхоза имени Калинина Ошского района (ныне — Кара-Суйский район) Ошской области. Герой Социалистического Труда (26.03.1948).

## Биография
Родилась в 1928 году в селе Шарк Ошского района (ныне — Кара-Суйский район) в крестьянской семье, по национальности узбечка.
Свою трудовую деятельность начала в 1938 году рядовой колхозницей сельхозартели «Шарк». С 1946 года возглавила звено хлопководческой бригады колхоза имени Калинина и в 1947 году добивается высокого результата. Её звено собрало по 86 центнеров хлопка-сырца с каждого из 5 закрепленных за звеном гектаров.
За обеспечение высокой урожайности в хлопководстве Указом Президиума Верховного Совета СССР от 26 марта 1948 года она в 20 лет была удостоена звания Героя Социалистического Труда с вручением ордена Ленина и золотой медали «Серп и Молот»
Умерла в 1983 году в селе Шарк Кара-Суйского района в возрасте 55 лет.

## Награды
- Герой Социалистического Труда (26.03.1948)
- Орден Ленина